# Мартін Бронєвський

Герб Тарнава

Мартін Бронєвський (також Мартин Броньовський, Марцін Броньовській і Мартін Броніовський з Бездзедза) (пол. Marcin Broniewski (Broniowski), лат. Martinus Bronovius de Biezdzedea; перша половина XVI ст. — до 31 березня 1593) — дипломат Королівства Польського, державний діяч, історик, картограф, письменник і хронікер. Внук війта Потелича — теж Мартина Броньовського.

## Біографія
Представник шляхетського роду герба Тарнава з Семиграддя. В «Енциклопедії Українознавста» стверджували, що він — українець. Дідичне село тепер має назву Bieździedza, знаходиться у гміні Колачиці Ясельського повіту Підкарпатського воєводства.
Його дід Мартин (Марцін) — бургграф Кракова, Лицар Гробу Христового в Єрусалимі, був також війтом Потелича, любачівським старостою. Батько — невідомо, хто з синів діда: Мартин — писар львівський генеральний та у Барський замок, чи Станіслав — перемиський хорунжий, який успадкував війтівство у Потеличу. Собещанський стверджував, що Станіслав — батько Мартина, але не наводив джерел. Ештрайхер теж без вагомих підстав стверджував, що королівський секретар М. Броневський у 1547 році був послом сейму.
В юності жив при дворі короля Сигізмунда II Августа. Отримав гарну освіту. Прихильник католицького табору, був у числі підписантів в 1573 р. проти Варшавської конфедерації. З 1577 р. виконував функції королівського секретаря Стефана Баторія (отримати посаду допомогли Ян Саріуш Замойський, Миколай Мелецький, краківський біскуп Пйотр Мишковський), який зробив його підчашим перемиським і старостою медицьким. Обирався послом на коронні сейми в 1580, 1590 і 1591 рр.
Під час Лівонської війни з Іваном Грозним у квітні 1578 р. був відправлений посланником до кримського хана Мехмеда II Герея. В Криму пробув 9 місяців і вніс значний внесок в укладення мирного договору ханства з Річчю Посполитою. Через рік, теж як посол від Стефана Баторія, знову побував у Кримському ханстві. У 1580 р. повернувся до Польщі і наступні роки служив при королівському дворі.
На з'їзді шляхти у Львові 7 січня 1587 року Юрій, Миколай, Христофор Броневські скаржились самі та від імені їх брата Мартина, що любачівський староста Ян Плаза відібрав у них дідичне війтівство у Потеличу, надане діду королем Яном Ольбрахтом. На сторону Броньовських стали Ян Саріуш Замойський, князь Острозький, Ян Димітр Соліковський
Восени 1590 року напав на Фаміличі — маєток луцького православного єпископа Кирила (Терлецького) з невідомих (ймовірно, маєткових) причин.

### Доробок
За результатами перебування в Криму склав опис відвіданого ним краю, доповнивши його деякими подробицями після другого перебування в Криму.
Твір цей було надруковано латинською мовою вперше в 1595 р. у Кельні, під заголовком: «Tartariae descriptio» («Опис Татарії (Тартарії)»), який вважається першим для того періоду часу описом Криму і інформацією про його жителів в Європі.
Чудовий твір цей ґрунтовною розповіддю про все ним побачене й почуте. При всій тій скритності, якою захищали себе в той час не одні татари, гідне подиву, як Бронєвський дізнався навіть те дещо, яке він представив у донесенні своєму королю. Другим виданням вийшло в Лейдені в 1630 р., у відомому збірнику знаменитого друкаря Ельзевіра, під назвою: Russia seu Moscovia, itemqve Tartaria.
Складені ним карти північного узбережжя Чорного моря, також були унікальними для того часу і до цих пір вважаються чудовою спадщиною польської картографії.
Згодом «Опис Тартарії» кілька разів передруковувався і перекладався на різні мови.
Мав великі знання, допитливість, і тому його «Опис» є одним з найкращих джерел для історії Криму і кримських татар.

#### Вибрані праці
- Tartariæ Descriptio… Cum Tabula Geographica Eiusdem Chersonesus Tauricæ. Item, Transsyluaniae, Ac Moldauiae, Aliarumque Vicinarum Regionum Succincta Descriptio Georgii a Reichersdorff… Preterea, Georgii Werneri de Admirandis Hungariæ Aquis Hypomnemation, Addita Tabella Lacus Mirabilis Ad Cirknitz.
- Pogrom Tatarow Pzez… Hetmáná Koronnego Stánisłáwá Zołkiewskiego… W Wołoskiey Źiemi, 6 Octobris, W Roku 1620. Prży Tym Ordynek Wypráwy Tátárskiey Ná Woynę… Y Zás Edykt Kozakow Nizwych.

#### Редагування
- M. Bucella Epistola… Georgii Chiacor… de morbo et obitu… Stephani regis. — Koloszwar, 1587.